# Jîtni Horî, Rokîtne
Jîtni Horî (în ucraineană Житні Гори) este o comună în raionul Rokîtne, regiunea Kiev, Ucraina, formată numai din satul de reședință.

## Demografie
Componența lingvistică a comunei Jîtni Horî
     Ucraineană (99,53%)
     Alte limbi (0,43%)
Conform recensământului din 2001, majoritatea populației comunei Jîtni Horî era vorbitoare de ucraineană (99,53%), existând în minoritate și vorbitori de alte limbi.